# Scopula obliterata
Scopula obliterata là một loài bướm đêm trong họ Geometridae.